# Marcel Minnaert
Marcel Gilles Jozef Minnaert, född den 12 februari 1893 i Brygge, död den 26 oktober 1970 i Utrecht, var en belgisk astronom. Hans specialområde var astrospektroskopi och studiet av stjärnatmosfären.
Minnaert började studera botanik vid universitetet i Gent, övergick därefter till fysik vid Leidens universitet. Från 1937 till 1963 var han direktor för Sonnenborgh-observatoriet i Utrecht.

## Utmärkelser
1947 erhöll han Royal Astronomical Societys guldmedalj och 1951 Brucemedaljen. Efter honom uppkallades månkratern Minnaert och asteroiden 1670 Minnaert.